# Nikolaj Drozdetskij
Nikolaj Vladimirovitj Drozdetskij ryska: Николай Владимирович Дроздецкий, född 14 juni 1957 i Kolpino, död 24 november 1995 i Sankt Petersburg, var en rysk ishockeyspelare. Han spelade för det sovjetiska landslaget, SKA Leningrad, HC CSKA Moskva och avslutade sin karriär i Borås HC i Sverige där han spelade 1989–1995.
Drozdetskijs övergång till Borås HC var en sensation. Inte bara för att en världsspelare gick till ett Division II-lag, utan framför allt för att Sovjetunionen släppte en spelare utanför landets gränser för att spela ishockey. I Borås HC gjorde han 173 mål och 205 assist på 202 matcher. Nummer 13 pensionerades i Borås och idag hänger hans tröja i taket i Borås ishall.